# Solucionadors de camps electromagnètics

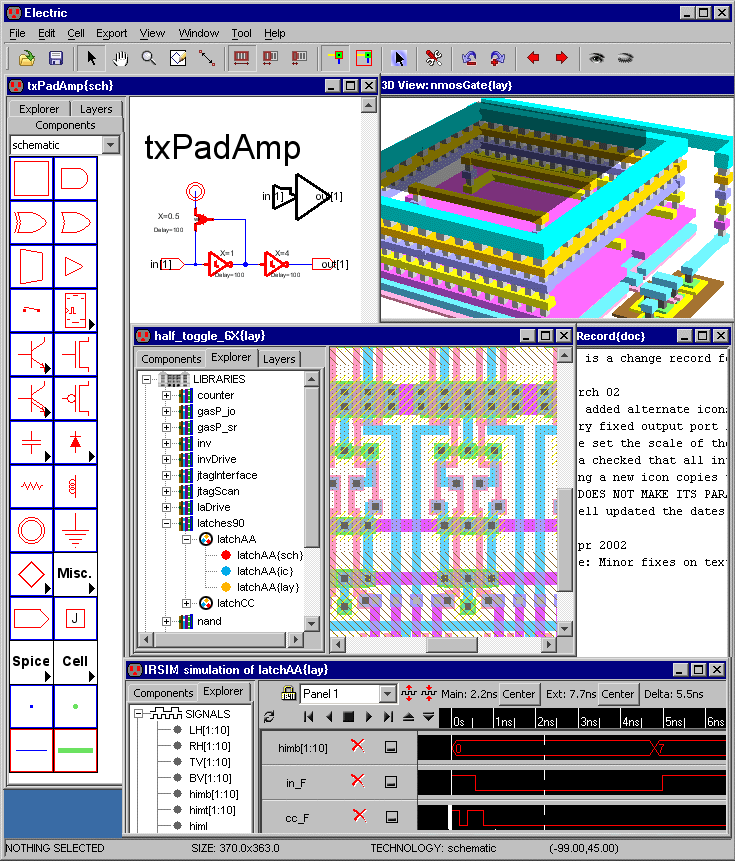
Captura de pantalla de programari amb LVS.

Els solucionadors de camps electromagnètics (o de vegades només els solucionadors de camps) són programes especialitzats que resolen (un subconjunt de) equacions de Maxwell directament. Formen part del camp de l'automatització del disseny electrònic, o EDA, i s'utilitzen habitualment en el disseny de circuits integrats i plaques de circuits impresos. S'utilitzen quan es necessita una solució dels primers principis o cal la màxima precisió.
L'extracció de models de circuits paràsits és important per a diversos aspectes de la verificació física, com ara el temps, la integritat del senyal, l'acoblament de substrats i l'anàlisi de la xarxa elèctrica. A mesura que les velocitats i densitats dels circuits han augmentat, ha crescut la necessitat de tenir en compte amb precisió els efectes paràsits per a estructures d'interconnexió més grans i complicades. A més, la complexitat electromagnètica també ha crescut, des de la resistència i la capacitat fins a la inductància i, ara, fins i tot la propagació completa de les ones electromagnètiques. Aquest augment de la complexitat també ha crescut per a l'anàlisi de dispositius passius com els inductors integrats. El comportament electromagnètic es regeix per les equacions de Maxwell, i tota extracció de paràsits requereix resoldre alguna forma d'equacions de Maxwell. Aquesta forma pot ser una simple equació analítica de capacitat de plaques paral·leles, o pot implicar una solució numèrica completa per a una geometria 3D complicada amb propagació d'ones. En quant a la disposició física, es poden utilitzar fórmules analítiques per a geometria simple o simplificada quan la precisió és menys important que la velocitat, però quan la configuració geomètrica no és simple i les demandes de precisió no permeten la simplificació, s'ha d'utilitzar la solució numèrica de la forma adequada de les equacions de Maxwell.
La forma adequada de les equacions de Maxwell es resol normalment mitjançant una de dues classes de mètodes. La primera utilitza una forma diferencial de les equacions de govern i requereix la discretització (mallada) de tot el domini en què resideixen els camps electromagnètics. Dos dels enfocaments més comuns en aquesta primera classe són el mètode de diferències finites (FD) i el mètode d'elements finits (FEM). El sistema algebraic lineal resultant (matriu) que s'ha de resoldre pel mètode de matriu dispersa (conté molt poques entrades diferents de zero). Per resoldre aquests sistemes es poden utilitzar mètodes de solució lineal dispersos, com ara la factorització escassa, el gradient conjugat o els mètodes multigrid, el millor dels quals requereix temps de CPU i memòria de temps O(N), on N és el nombre d'elements del discretització. Tanmateix, la majoria dels problemes en l'automatització del disseny electrònic (EDA) són problemes oberts, també anomenats problemes exteriors, i com que els camps disminueixen lentament cap a l'infinit, aquests mètodes poden requerir N extremadament gran.
La segona classe de mètodes són mètodes d'equació integral que requereixen una discretització només de les fonts de camp electromagnètic. Aquestes fonts poden ser magnituds físiques, com ara la densitat de càrrega superficial per al problema de capacitat, o abstraccions matemàtiques resultants de l'aplicació del teorema de Green. Quan les fonts només existeixen en superfícies bidimensionals per a problemes tridimensionals, el mètode sovint s'anomena mètode dels moments (MoM) o mètode dels elements límit (BEM). Per als problemes oberts, les fonts del camp existeixen en un domini molt més petit que els propis camps i, per tant, la mida dels sistemes lineals generats per mètodes d'equacions integrals és molt més petita que FD o FEM. Els mètodes d'equació integral, però, generen sistemes lineals densos (totes les entrades són diferents de zero) que fan que aquests mètodes siguin preferibles a FD o FEM només per a problemes petits. Aquests sistemes requereixen memòria O(n2) per emmagatzemar i O(n3) per resoldre mitjançant eliminació gaussiana directa o, en el millor dels casos, O(n2) si es resol de manera iterativa. L'augment de les velocitats i densitats del circuit requereix la solució d'una interconnexió cada cop més complicada, fent que els enfocaments d'equacions integrals denses siguin inadequats a causa d'aquestes altes taxes de creixement del cost computacional amb l'augment de la mida del problema.